# Fruktbudet
Fruktbudet (engelsk titel Fruit Delivery) är en svensk kortfilm från 2012, i regi av Johanna Pyykkö.

## Medverkande
- Sven-Åke Gustavsson - man
- Åsa-Lena Hjelm - kvinna
- Jesper Söderblom - man

### Fotnoter
1. ↑  ”Fruktbudet”. IMDb.com. http://www.imdb.com/title/tt2368863/fullcredits#cast. Läst 5 augusti 2012.